# Sillus pellucidus
Sillus pellucidus là một loài nhện trong họ Anyphaenidae.
Loài này thuộc chi Sillus. Sillus pellucidus được Eugen von Keyserling miêu tả năm 1891.